# Patrick Schweiger
Patrick Schweiger est un skieur alpin autrichien, né le 23 mars 1990.

## Biographie
Il apparaît en Coupe d'Europe en fin d'année 2008. C'est en janvier 2012 qu'il s'illustre pour la première fois grâce à une deuxième place à la descente de Val d'Isère. Pour finir, il remporte le classement du super G de Coupe d'Europe en 2015.
Il débute en Coupe du monde en novembre 2014 à Lake Louise où il marque ses premiers points avec une 16e place sur le super G.
Dès la saison 2015-2016, il obtient son premier top 10 avec une 8e place au super G de Val Gardena. Plus tard dans l'hiver, il obtient une 7e place au super G d'Hinterstoder, son meilleur résultat en Coupe du monde.
Il est champion d'Autriche de la descente en 2015.
Il prend sa retraite sportive en 2018.

## Palmarès

### Coupe du monde
- Meilleur classement général : 66e en 2016.
- Meilleur résultat : 7e.

#### Classements
| Saison | Général | Slalom | Slalom géant | Super G | Descente | Combiné |
| ------ | ------- | ------ | ------------ | ------- | -------- | ------- |
| 2015   | 94e     | —      | —            | 36e     | 51e      | 33e     |
| 2016   | 66e     | —      | —            | 24e     | 38e      | 39e     |
| 2017   | 121e    | —      | —            | 34e     | —        | —       |

### Coupe d'Europe
- 4e en 2014 et 2015.
- Vainqueur du classement de super G en 2015.
- 3 victoires (2 en super G et 1 en descente).

### Championnats d'Autriche
- Champion de la descente en 2015.